# Gao Beibei
Gao Beibei (8 de febrer de 1975) és una esportista xinesa que va competir en piragüisme en la modalitat d'aigües tranquil·les, guanyadora d'una medalla de plata al Campionat Mundial de Piragüisme de 1995 en la prova de K4 500 m.
Va participar en els Jocs Olímpics d'Atlanta 1996, on va finalitzar quarta en la prova de K4 500 m, i eliminada en les semifinals de la prova de K1 500 m.

## Palmarès internacional
| Campionat Mundial | Campionat Mundial    | Campionat Mundial | Campionat Mundial |
| Any               | Lloc                 | Medalla           | Esdeveniment      |
| ----------------- | -------------------- | ----------------- | ----------------- |
| 1995              | Duisburg ( Alemanya) | 2                 | K4 500 m          |